# Fünfsprachenspiegel
Der Fünfsprachenspiegel bzw. der Fünfsprachige Wörterspiegel oder mit vollem Titel das Auf kaiserlichen Befehl erstellte Wörterbuch des Mandschurischen in fünf Sprachen stammt aus dem 18. Jahrhundert und ist ein umfangreiches Glossar auf Mandschurisch, Tibetisch, Mongolisch, Tschagataiisch und Chinesisch.

## Titel
- Mandschurisch:
 han-i araha sunja hacin-i hergen kamciha manju gisun-i buleku bithe
 ᡥᠠᠨ ᡳ
 ᠠᡵᠠᡥᠠ
 ᠰᡠᠨᠵᠠ
 ᡥᠠᠴᡳᠨ ᡳ
 ᡥᡝᡵᡤᡝᠨ
 ᡴᠠᠮᠴᡳᡥᠠ
 ᠮᠠᠨᠵᡠ
 ᡤᡳᠰᡠᠨ ᡳ
 ᠪᡠᠯᡝᡴᡠ
 ᠪᡳᡨ᠌ᡥᡝ᠈
- Tibetisch:
 rgyal pos mdzad pa’i skad lnga shan sbyar yi manydzu’i skad gsal ba’i me long
 རྒྱལ་པོས་མཛད་པའི་སྐད་ལྔ་ཤན་སྦྱར་གྱི་མཉཛུའི་སྐད་གསལ་བའི་མེ་ལོང་།
- Mongolisch:
 qaɣan-u bičigsen tabun ǰüil-ün üsüg-iyer qabsuruɣsan manǰu ügen-ü toli bičig
 ᠬᠠᠭᠠᠨ ᠤ
 ᠪᠢᠴᠢᠭᠰᠡᠨ
 ᠲᠠᠪᠤᠨ
 ᠵᠦᠢᠯ ᠦᠨ
 ᠦᠰᠦᠭ ᠢᠶᠡᠷ
 ᠬᠠᠪᠰᠤᠷᠤᠭᠰᠠᠨ
 ᠮᠠᠨᠵᠤ
 ᠦᠭᠡᠨ ᠦ
 ᠲᠣᠯᠢ
 ᠪᠢᠴᠢᠭ᠌᠈
- Tschagataiisch:
 ḫān-nīng fütükän beš qismī qōšqān ḫät mānǧū söz-nīng ayrī mäčīn ḫätī
 خان نينک فوتوکن بش قڛمی قوشقان خت مانجو ڛوزنينک ايری مجين ختی nastaliq
- Chinesisch:
 Yù zhì wǔ tǐ Qīng wén jiàn «御製五體清文鑑»

## Entstehung und Struktur

Die erste Seite aus dem Wörterverzeichnis des Fünfsprachenspiegels

Der Fünfsprachenspiegel wurde unter Kaiser Qianlong erstellt und hat 2563 Seiten mit 18 671 Einträgen, die nach einer dreistufigen Hierarchie kategorisiert sind. Jeder Eintrag besteht aus acht Spalten wie bei diesem Beispieleintrag zu dem mandschurischen Wort abka ᠠᠪᡴᠠ („Himmel“, Spalten links in der Abbildung):
| Erklärung                                                                 | Eintrag | lateinische Transkription |
| ------------------------------------------------------------------------- | ------- | ------------------------- |
| 1. Eintrag auf Mandschurisch                                              | ᠠᠪᡴᠠ᠈   | abka                      |
| 2. Übersetzung ins Tibetische                                             | གནམ།    | gnam                      |
| 3. Transliteration des Tibetischen in mandschurische Schrift              | ᡤᠨᠠᠮ    | gnam                      |
| 4. Transkription der Aussprache des Tibetischen in mandschurische Schrift | ᠨᠠᠮ     | nam                       |
| 5. Übersetzung ins Mongolische                                            | ᠲᠨᠭᠷᠢ᠈  | t[e]ngri                  |
| 6. Übersetzung ins Tschagataiische                                        | آڛمان   | āsmān                     |
| 7. Transkription des Tschagataiischen in mandschurische Schrift           | ᠠᠰᠮᠠᠨ   | asman                     |
| 8. Übersetzung ins Chinesische                                            | 天      | tiān                      |

Den tibetischen Übersetzungen sind zwei Umschriften in mandschurischer Schrift beigefügt: die erste gibt die tibetische Schreibweise wieder, es handelt sich also um eine Transliteration; die zweite gibt ungefähr die tibetische Aussprache im damaligen Dialekt von Lhasa wieder. Tschagataiisch war in jener Zeit eine weit verbreitete schriftsprachliche Form einer zentralasiatischen Turksprache. Auch dem Tschagataiischen ist in dem Lexikon jeweils die Aussprache in mandschurischer Schrift beigefügt. Die chinesischen Übersetzungen weisen teilweise Besonderheiten der nordchinesischen Umgangssprache bzw. des damaligen Dialekts von Peking auf. Die Aussprache der chinesischen Schriftzeichen wird nicht gesondert angegeben.
Fallweise handelt es sich bei Wortpaaren ausgesuchter Sprachen nicht um wörtliche Übersetzungen oder Äquivalente, sondern um Beschreibungen und Neuschöpfungen, die sich an keiner anderen Stelle wiederfinden.

## Ausgaben
Von dem Werk sind drei bekannte Handschriften erhalten: eine im Palastmuseum Peking, eine im Lamatempel – ebenfalls in Peking –, und eine in der British Library (Bestand Britisches Museum) in London. Eine gedruckte Fassung scheint nicht zu existieren.
Im Jahr 1957 gab ein Verlag in Peking eine photomechanische Reproduktion des Werkes heraus. 1967 erschien in Japan eine Textausgabe, die neben Chinesisch nur Transliterationen des Mandschu sowie der mandschurischen Umschriften der anderen Sprachen berücksichtigt, dafür aber japanische Übersetzungen angibt:
- Tamura Jitsuzō (田村 實造), Imanishi Shunjū (今西 春秋), Satō Hisashi (佐藤 長; Hg.): Gotai Shinbun kan yakukai (五體淸文鑑譯解). Kyōto, Kyōto daigaku bungakubu nairiku Ajia kenkyūjo (京都大學文學部內陸アジア硏究所) Shōwa 41–43 [1966–1968].

1998 wurde die Reproduktion von 1957 in Beijing neu aufgelegt. 2013 erschien in Deutschland eine umfangreich bearbeitete Ausgabe:
- Oliver Corff, Kyoko Maezono, Wolfgang Lipp, Dorjpalam Dorj, Görööchin Gerelmaa, Aysima Mirsultan, Réka Stüber, Byambajav Töwshintögs, Xieyan Li (Hrsg.): Auf kaiserlichen Befehl erstelltes Wörterbuch des Manjurischen in fünf Sprachen. „Fünfsprachenspiegel“. Systematisch angeordneter Wortschatz auf Manjurisch, Tibetisch, Mongolisch, Turki und Chinesisch. Vollständige romanisierte und revidierte Ausgabe mit textkritischen Anmerkungen, deutschen Erläuterungen und Indizes. Wiesbaden, Harrassowitz 2013, ISBN 978-3-447-06970-0.